# Nouvelle-Silésie
Pour l’article homonyme, voir Silésie (homonymie).

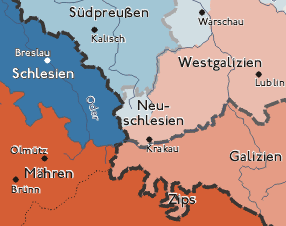
La Nouvelle-Silésie (Neu-Schliesen).

La Nouvelle-Silésie (en allemand : Neuschlesien ou Neu-Schlesien) est une province du royaume de Prusse, créée en 1795, après le troisième partage de la Pologne, à partir de territoires polonais de la région de Petite-Pologne. Elle ne dure que jusqu'en 1807.
Le nom de Nouvelle-Silésie est également donné en Australie à la vallée Barossa (Australie-Méridionale), qui se caractérise par un peuplement d'origine silésienne.

## Historique
En 1795, les territoires polonais attribués à la Prusse sont répartis entre trois provinces : la Nouvelle-Prusse-Orientale, la Prusse-Méridionale (où se trouve Varsovie) et la Nouvelle-Silésie, la plus petite (la Silésie, auparavant autrichienne, est prussienne depuis 1742).
Le territoire de la province
La Nouvelle-Silésie (ou Petite-Silésie) couvre 2 230 km² et compte alors 52 000 habitants. Son territoire correspond au bassin de Dabrowa (pl) aux environs des sources de la Warta, entre Cracovie et Częstochowa. La majeure partie provient du duché de Sievers, possession des évêques de Cracovie, incorporé en 1790 à la république des Deux Nations ; s'y ajoutent des terres situées entre les rivières Przemsza Blanche (en) (Biała Przemsza) et Noire (pl) (Czarna Przemsza) et à l'est de la Warta. 
Les villes
La capitale est établie à Żarki. On trouve aussi trois villes chef-lieu de cercle (Kreis) : Sievers, ancienne capitale du duché de Sievers, Pilitza et Lelów, et les villes de Kozieglow, Schlacka, Warthenau, Bendzin, Myslowitz, Ogrodzieniec, Poremba, Lazy, Krippitz et Häuerstadt. 
La fin de la province
En 1806, la Prusse, membre de la Quatrième Coalition, est vaincue par Napoléon à Iéna et Auerstadt, Berlin  et Varsovie sont occupés par l'armée française. Le traité de Tilsit (9 juillet 1807) prive la Prusse de tous les territoires acquis en 1793 (deuxième partage de la Pologne) et 1795, attribués au duché de Varsovie, État polonais créé sous tutelle française. Cela concerne donc la Nouvelle-Silésie.

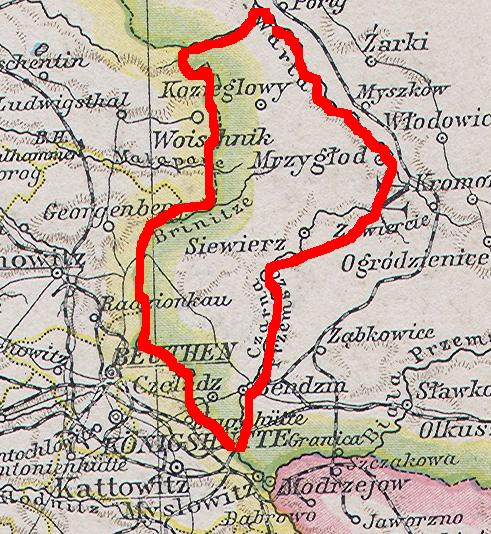
Carte du duché de Sievers qui constituait la partie occidentale de la Nouvelle-Silésie.

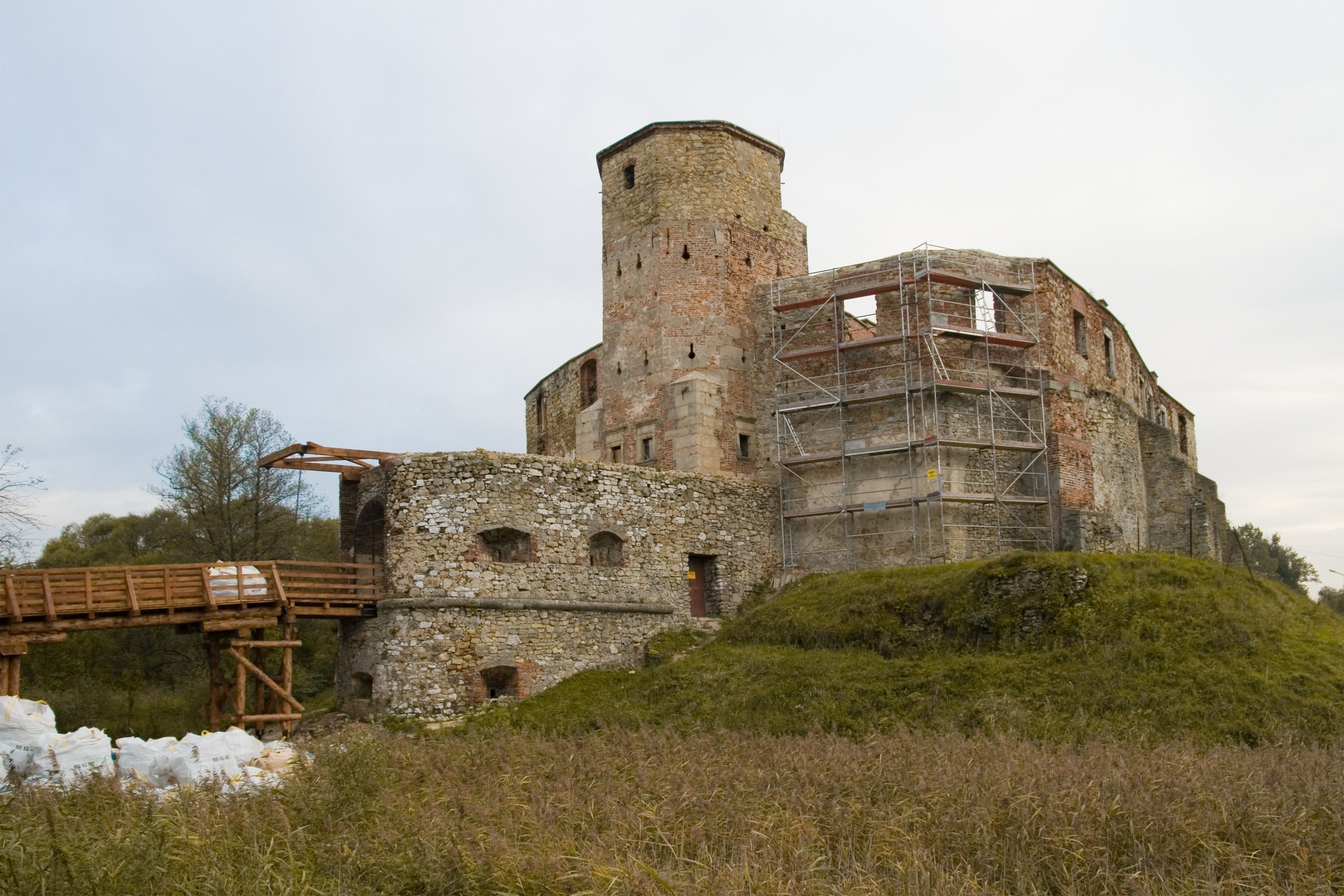
Sievers : les ruines du palais des évêques de Cracovie.